# Schönburg (Pocking)
Schönburg ist ein Gemeindeteil der Stadt Pocking im niederbayerischen Landkreis Passau.

## Lage
Schönburg liegt etwa zwei Kilometer südwestlich von Pocking am Rande des Unterbayerischen Hügellandes. Der Zwiebelturm der Pfarrkirche ist kilometerweit von der erheblich tiefer liegenden Pockinger Heide aus zu sehen.

## Geschichte
Seit 1120 sind hier die Herren von Schönburg bezeugt, zu denen auch der spätere Bischof Johann von Schönburg gehörte und die 1654 in den Freiherrenstand erhoben wurden. 1676 bis 1680 erbaute Freiherr Georg Adolf von Schönburg das heutige Schloss.
1692 wurden die Freiherren von Closen zu Gern und Arnstorf Herren auf Schloss Schönburg und bereicherten die Anlage um die Mitte des 18. Jahrhunderts durch das langgestreckte Torhaus nördlich des Herrenhauses. Dort hatte der Schlossgeistliche seine Wohnung.
Nachfolger der Closen waren die Grafen von Leyden. Graf von Leyden verzichtete freiwillig auf das ihm zustehende Patrimonialgericht I. Klasse. Das Patrimonialgericht II. Klasse Schönburg wurde am 22. Mai 1820 bestätigt. Es war unter Graf von Leyden für 149 Hintersassen zuständig. 1848 verzichtete der Inhaber auf die Patrimonialgerichtsbarkeit unter Vorbehalt der niederen örtlichen Polizei mit Inbegriff der Forst- und Jagdpolizei.
Gräfin Melanie von Leyden, geborene Gräfin Montjoye ließ 1842 das Schloss restaurieren. 1876 kauften die Grafen von Arco-Zinneberg Schloss Schönburg. 1879 wurde hier Gräfin Mechtilde geboren, die nach ihrer Ehe mit dem deutschen Diplomaten Fürst Karl Max von Lichnowsky unter dem Namen Mechtilde Lichnowsky als Schriftstellerin bekannt wurde. Heutiger Besitzer ist Peter Mühlbauer, der 1996 den Denkmalpreis der HypoKulturstiftung München erhielt.
Als am 1. Dezember 1914 die Reststrecke Tutting−Pocking der Bahnstrecke Simbach am Inn–Pocking eröffnet wurde, erhielt Schönburg einen eigenen Bahnhof. Hier verließ eine Industriebahn den Bahnhof in westlicher Richtung. Die Bahnstrecke wurde 2003 endgültig stillgelegt und auf ihrer Trasse im Jahr 2008 ein Radweg errichtet.
Schönburg, in kirchlicher Hinsicht ursprünglich Benefizium der Pfarrei Weihmörting, wurde 1886 zur Expositur und 1921 zur Pfarrei erhoben.

## Sehenswürdigkeiten
- Schloss Schönburg. Die dreigeschossige Barockanlage mit kurzen Seitenflügeln an der Westfront wurde 1676 bis 1680 von Freiherr Georg Adolf von Schönburg errichtet. Ein doppelgeschossiger Laubengang verbindet die Kirche mit dem Schloss.
- Die aus spätgotischen und barocken Elementen bestehende Pfarrkirche St. Laurentius wurde von 1682 bis 1686 als Schlosskirche auf der Grundlage der 1473 erstmals erwähnten Burgkapelle erbaut. Sie besitzt eine barocke Ausstattung.

## Bildung und Erziehung
- Der Land- und Naturkindergarten Schönburg betreut die Altersgruppe 3 Jahre bis 6 Jahre.

## Vereine
- Freiwillige Feuerwehr Schönburg
- Trachtenverein „D’Schloßbergler“ Schönburg
- Krieger-, Soldaten- und Reservistenkameradschaft Schönburg
- Katholischer Frauenbund Schönburg